# Johnny Berhanemeskel
Johnny Berhanemeskel (Ottawa, 30 ottobre 1992) è un cestista canadese con cittadinanza eritrea.

## Palmarès

### Individuale
- CIS Outstanding Player: 2015
- OUA Player of the Year: 2015
- CIS All-Canada First Team: 2015